# Cadeilhan-Trachère
Cadeilhan-Trachère ist eine französische Gemeinde mit 45 Einwohnern (Stand 1. Januar 2022) im Département Hautes-Pyrénées in der Region Okzitanien (zuvor Midi-Pyrénées). Sie gehört zum Arrondissement Bagnères-de-Bigorre und zum Kanton Neste, Aure et Louron.

## Geographie
Die Gemeinde Cadeilhan-Trachère liegt in den Pyrenäen in der historischen Provinz Bigorre und in der Landschaft Pays d’Aure, 15 Kilometer nördlich der Grenze zu Spanien.
|                                | Saint-Lary-Soulan                           | Vignec Vielle-Aure    |
| Saint-Lary-Soulan Tramezaïgues | Kompassrose, die auf Nachbargemeinden zeigt | Sailhan               |
| Aragnouet                      | Tramezaïgues                                | Saint-Lary-Soulan Ens |

Der Gemeindehauptort liegt in über 1000 m am rechten Hang des Vallée d’Aure, durch das der Fluss Neste d’Aure verläuft. Der Ort liegt etwa 50 Kilometer südöstlich von Lourdes. Die Gemeinde hat unter anderem aufgrund der Höhenlage eine äußerst geringe Bevölkerungsdichte.
Die Gemeinde liegt westlich der Talgemeinde Saint-Lary-Soulan. Das Skigebiet dieser Gemeinde liegt auch teilweise im Gemeindegebiet von Cadeilhan-Trachère.

## Bevölkerungsentwicklung
| Jahr      | 1936 | 1946 | 1954 | 1962 | 1968 | 1975 | 1982 | 1990 | 1999 | 2006 | 2014 | 2020 |
| Einwohner | 105  | 97   | 82   | 75   | 68   | 42   | 39   | 47   | 55   | 47   | 40   | 43   |

## Sehenswürdigkeiten
Die Gemeinde verfügt über mehrere Kulturdenkmale, die als Monument historique eingestuft sind.
- Chapelle Notre-Dame de Pitié (Kapelle Unserer Lieben Frau der Barmherzigkeit)
- Église Saint Blaise (Kirche St. Blasius), die in die Märtyrergeschichte um St. Missolin verwickelt war.

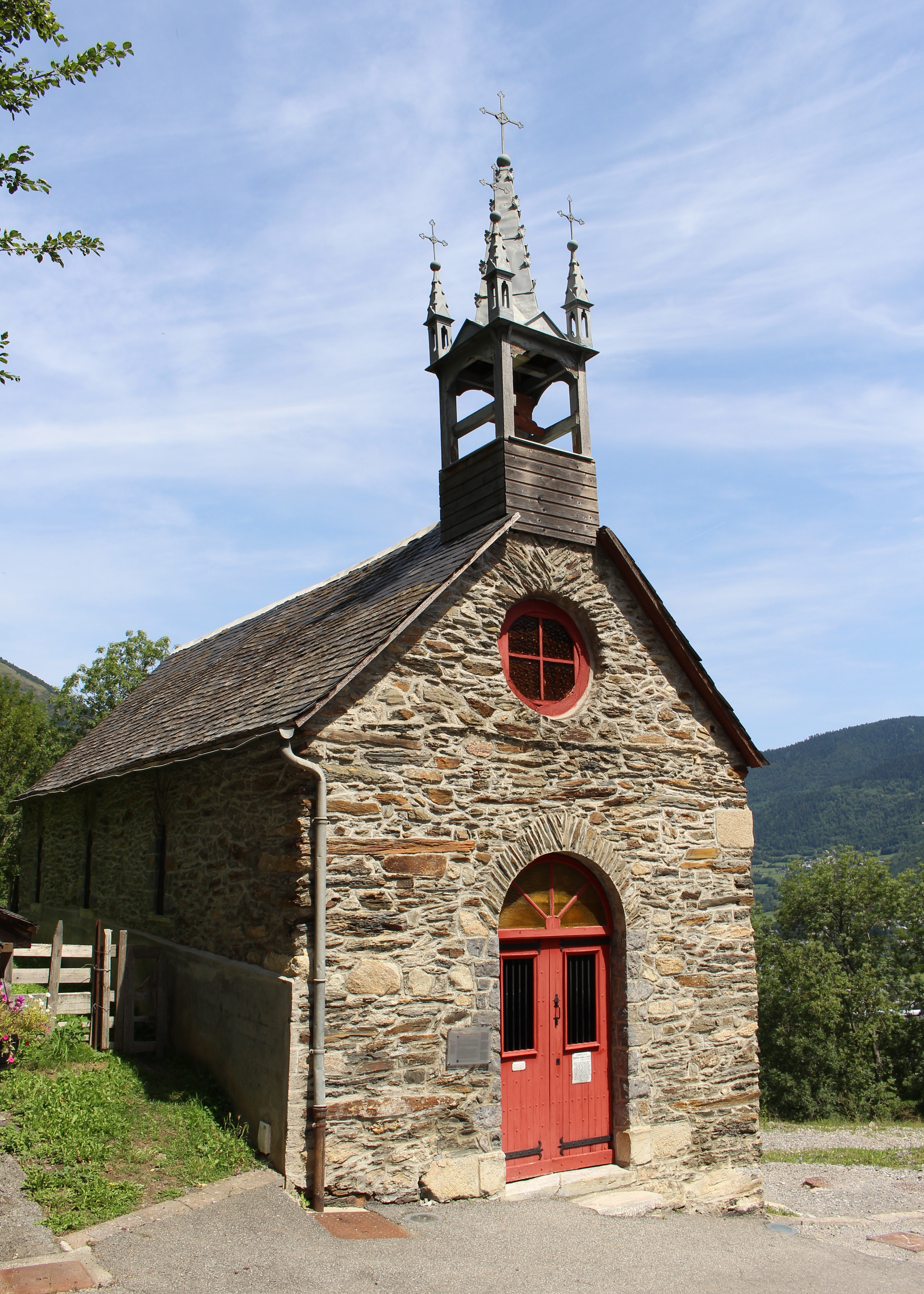
Kapelle Notre-Dame de Pitié
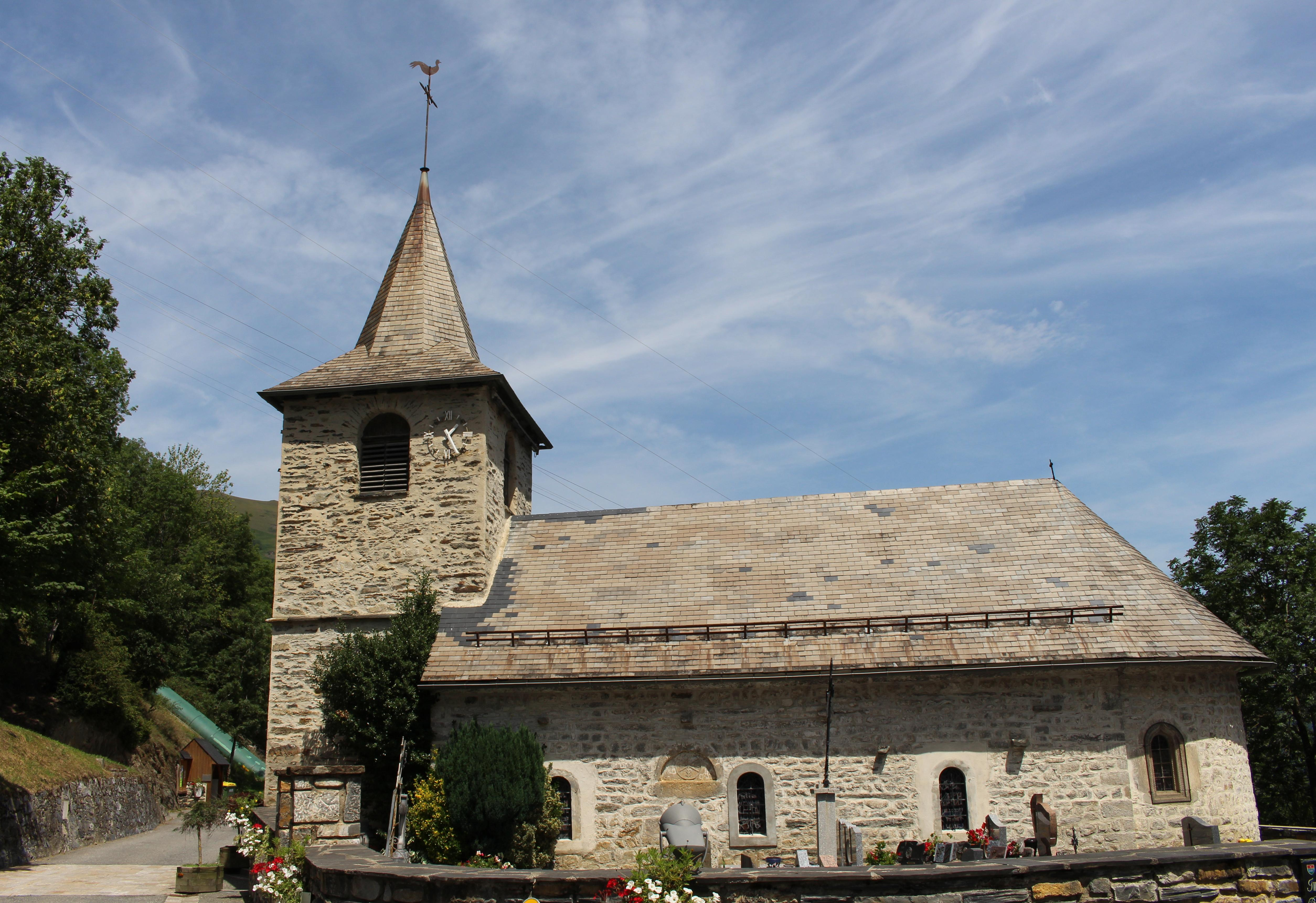
Kirche Saint Blaise
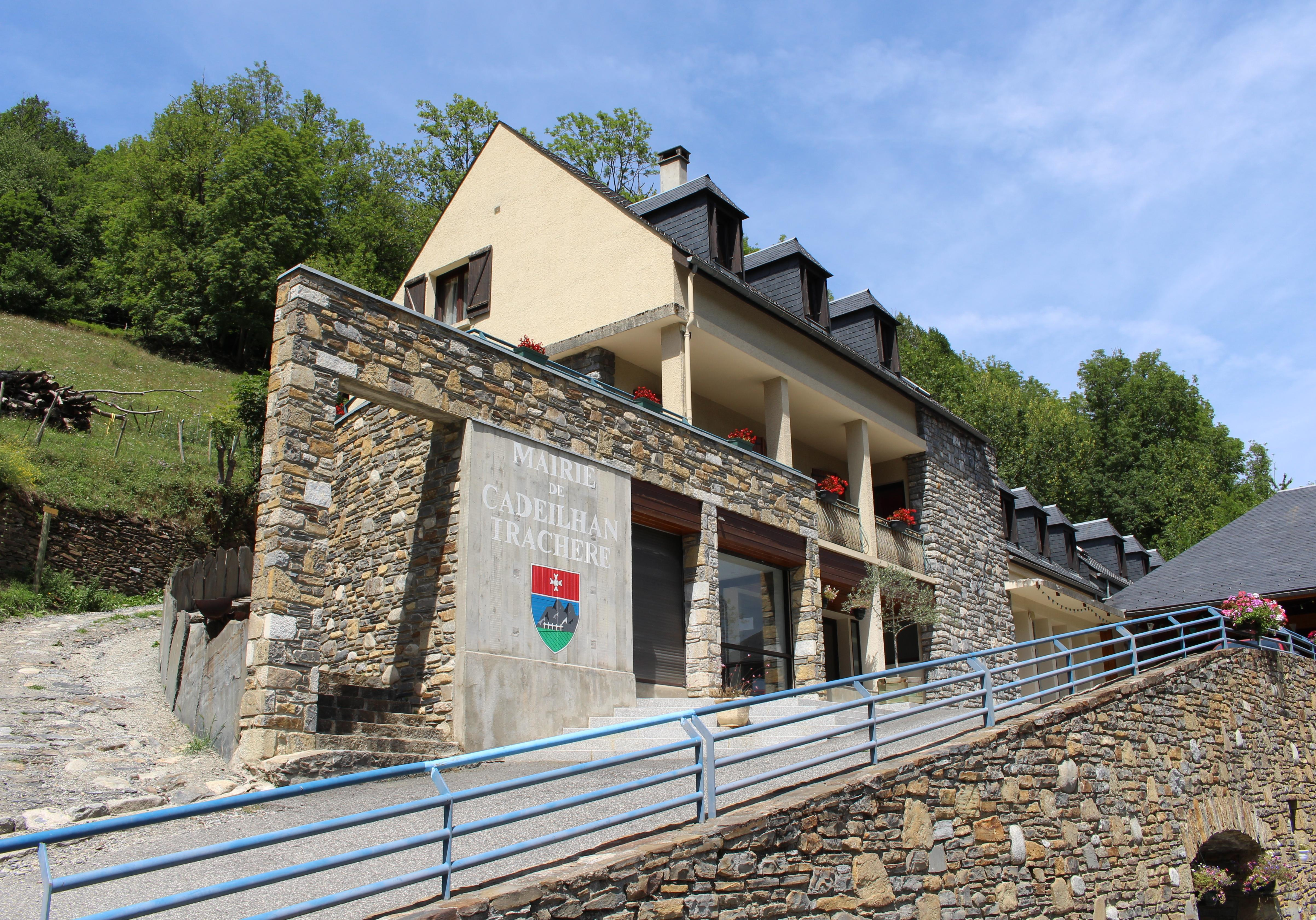
Mairie (Rathaus)
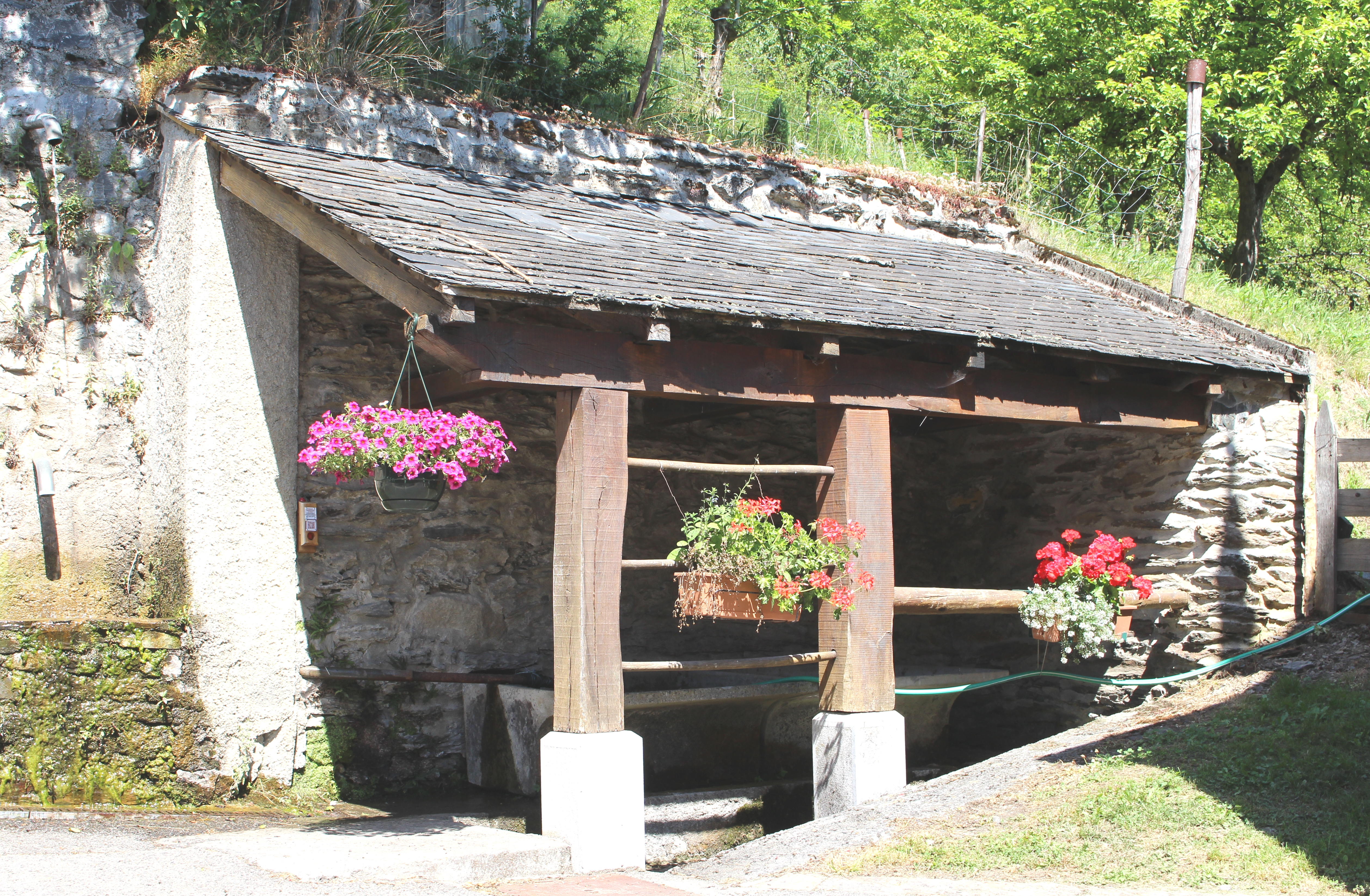
Ehemaliges öffentliches Waschhaus
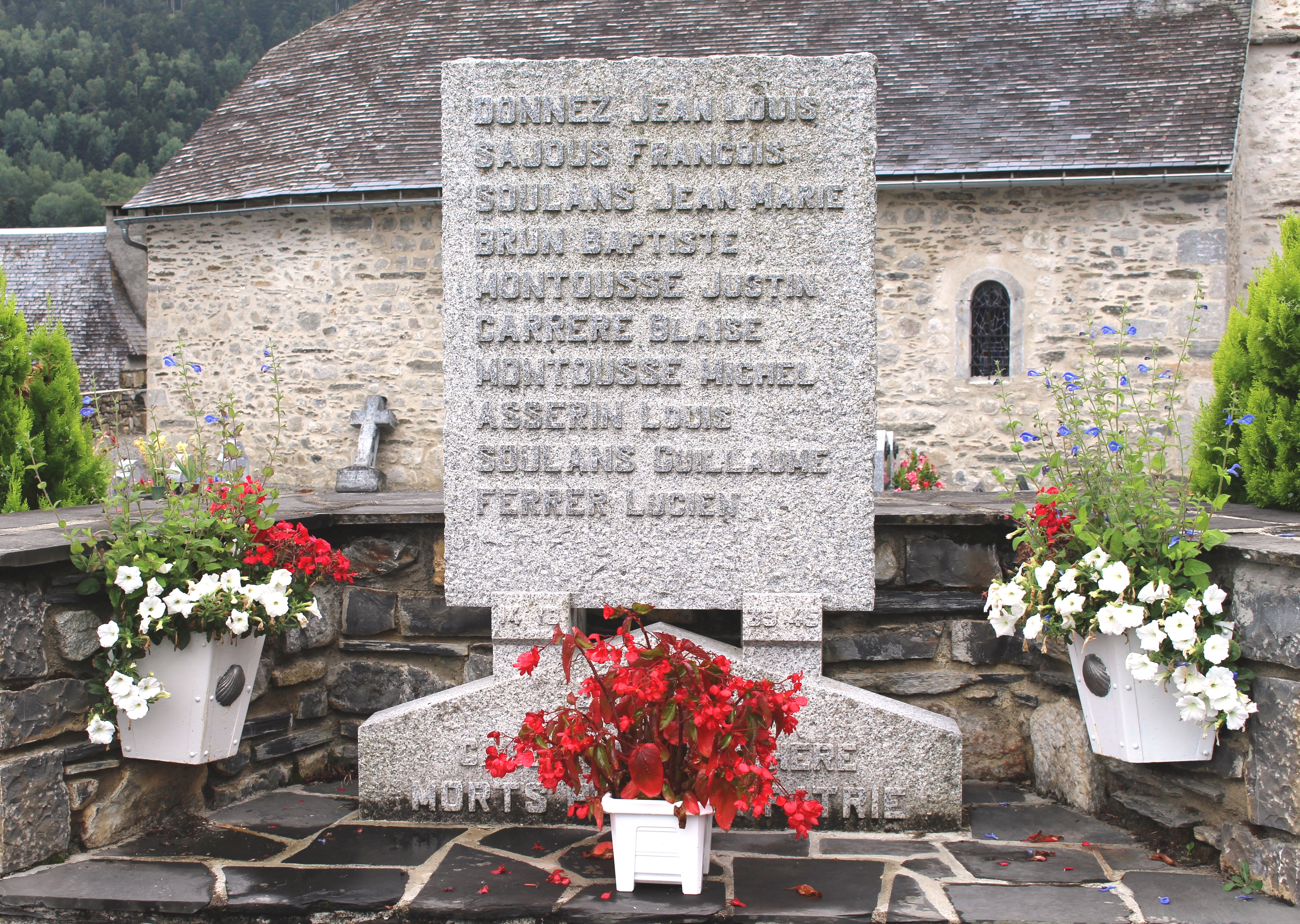
Gefallenendenkmal